# Amt Schönewalde
Das Amt Schönewalde war ein 1992 gebildetes Amt in Brandenburg, in dem sich zunächst elf Gemeinden im damaligen Kreis Herzberg (seit 1993 Landkreis Elbe-Elster, Brandenburg) zu einem Verwaltungsverbund zusammengeschlossen hatten. Amtssitz war in der Stadt Schönewalde. Das Amt wurde 2001 wieder aufgelöst, die amtsangehörigen Gemeinden wurden in die Stadt Schönewalde eingegliedert. Es hatte zuletzt (Ende 2000) insgesamt 3939 Einwohnern.

## Geographische Lage
Das Amt Schönewalde umfasste die Gebiete des südlichen Vorflämings im Kreis Herzberg und grenzte im Norden an das Amt Niederer Fläming (damals Kreis Jüterbog), im Osten an das Amt Dahme/Mark (damals Kreis Luckau) und das Amt Schlieben, im Süden an das Amt Herzberg (Elster) und im Westen an das Land Sachsen-Anhalt.

## Geschichte
Der Minister des Innern des Landes Brandenburg erteilte am 26. August 1992 seine Zustimmung zur Bildung des Amtes Schönewalde. Als Zeitpunkt des Zustandekommens des Amtes wurde der 1. September 1992 festgelegt. Das Amt hatte seinen Sitz in der Stadt Schönewalde und bestand zunächst aus elf Gemeinden im damaligen Kreis Herzberg (in der Reihenfolge der Nennung im Amtsblatt):
1. Ahlsdorf
2. Bernsdorf
3. Stolzenhain
4. Dubro
5. Wiepersdorf
6. Brandis einschließlich des Ortsteils Holzdorf-Ost
7. Knippelsdorf
8. Grassau
9. Jeßnigk
10. Wildenau
11. Schönewalde

Am 31. Dezember 1998 schlossen sich die Gemeinden Wiepersdorf, Wildenau und Knippelsdorf zur neuen Gemeinde Wildberg zusammen. Zum selben Zeitpunkt bildeten die Gemeinden Ahlsdorf, Brandis und Stolzenhain die neue Gemeinde Heideeck. Ebenfalls zum 31. Dezember 1998 schlossen sich die Gemeinden Bernsdorf, Dubro, Grassau und Jeßnick zur neuen Gemeinde Themesgrund zusammen.
Zum 31. Dezember 2001 schlossen sich die Gemeinden Heideeck, Themesgrund, Wildberg und die Stadt Schönewalde zur neuen Stadt Schönewalde zusammen. Das Amt Schönewalde wurde ebenfalls zum 31. Dezember 2001 aufgelöst, die Stadt Schönewald amtsfrei. Die drei 1998 gebildeten Gemeinden wurden wieder aufgelöst und die beteiligten Einzelgemeinden sind heute Ortsteile der Stadt Schönewalde.

## Amtsdirektor
Erster Amtsdirektor war Wolfgang Krause. Letzter Amtsdirektor war Karl Kuba.

## Belege
1. ↑  Landesbetrieb für Datenverarbeitung und Statistik Land Brandenburg Historisches Gemeindeverzeichnis des Landes Brandenburg 1875 bis 2005 19.4 Landkreis Elbe-Elster PDF
2. ↑  
Bildung des Amtes Schönewalde. Bekanntmachung des Ministers des Innern vom 26. August 1992. Amtsblatt für Brandenburg – Gemeinsames Ministerialblatt für das Land Brandenburg, 3. Jahrgang, Nummer 91, 30. November 1992, S. 2066.
3. ↑  
Bildung der neuen Gemeinde Wildberg. Bekanntmachung des Ministeriums des Innern vom 21. Dezember 1998. Amtsblatt für Brandenburg – Gemeinsames Ministerialblatt für das Land Brandenburg, 10. Jahrgang, Nummer 5, 9. Februar 1999, S. 71.
4. ↑  
Bildung der neuen Gemeinde Heideeck. Bekanntmachung des Ministeriums des Innern vom 21. Dezember 1998. Amtsblatt für Brandenburg – Gemeinsames Ministerialblatt für das Land Brandenburg, 10. Jahrgang, Nummer 5, 9. Februar 1999, S. 71.
5. ↑  
Bildung der neuen Gemeinde Themesgrund. Bekanntmachung des Ministeriums des Innern vom 21. Dezember 1998. Amtsblatt für Brandenburg – Gemeinsames Ministerialblatt für das Land Brandenburg, 10. Jahrgang, Nummer 5, 9. Februar 1999, S. 71.
6. ↑  Bildung einer neuen Stadt Schönewalde. Bekanntmachung des Ministeriums des Innern vom 13. November 2001. Amtsblatt für Brandenburg – Gemeinsames Ministerialblatt für das Land Brandenburg, 12. Jahrgang, 2001, Nummer 49, Potsdam, den 5. Dezember 2001, S. 831/2 PDF
7. ↑  Hauptsatzung der Stadt Schönewalde vom 29. Juni 2016 DOC-Datei (Seite nicht mehr abrufbar, festgestellt im März 2023. Suche in Webarchiven)
8. ↑  Neujahrsempfang 10. Januar 2012 (zum 10-jährigen Gründungsjubiläum der amtsfreien Stadt Schönewalde) PDF (Memento vom 1. Dezember 2015 im Internet Archive)